# 池川町
池川町（いけがわちょう）は、高知県の北部、吾川郡にあった町である。
2005年8月1日、吾川郡吾川村および高岡郡仁淀村と合併し、仁淀川町となり消滅した。昭和30年代には人口が8000人強であったが、町消滅時には高知県内で最も人口の少ない町となっていた。

## 地理

### 隣接していた市町村
- 高知県
  - 吾川郡吾川村、いの町
  - 高岡郡越知町
- 愛媛県
  - 上浮穴郡久万高原町

## 歴史

### 沿革
- 1889年（明治22年）4月1日 - 町村制施行に伴い吾川郡池川村、寄相村、用居村が合併し、池川村が発足。
- 1913年（大正2年）4月1日 - 町制施行し池川町となる。
- 1941年（昭和16年）7月1日 - 吾川郡富岡村と合併し、池川町を新設。
- 1943年（昭和18年）5月1日 - 吾川郡大崎村の一部を編入。
- 2005年（平成17年）8月1日 - 吾川郡吾川村、高岡郡仁淀村と合併し、仁淀川町となり消滅。

## 交通

### 鉄道
町内を鉄道路線は走っていない。最寄り駅は、JR四国土讃線伊野駅または佐川駅。

### 一般国道
- 国道439号
- 国道494号